# TI-58 C
Kalkulator TI-58 C je bil del serije 58/58C/59 programabilnih kalkulatorjev podjetja Texas Instruments, oz. žepnih računalnikov. TI-58C je bil eden prvih kalkulatorjev, ki je imel trajni pomnilnik, ki je ohranil programe in podatke tudi po izklopu. Zato tudi ima oznako C (constant - nespremenljiv). Kljub temu, da je TI 59 sicer imel čitalnik magnetnih kartic in dvakrat več pomnilnika, je bil ravno zaradi trajnega pomnilnika (verjetno) TI-58 C boljši model.
Oba modela pa sta imela možnost menjave spominskih modulov, ki so imeli vgrajene dodatne programe za reševanje najrazličnejših problemov.
Žal so imeli Texas Instrumentsovi modeli v teh časih zelo slabe tipkovnice.
Kalkulator je bil primerljiv s konkurenčnim HP-34C podjetja Hewlett-Packard in delno s HP-41C.